# ヴィクトル・カザンツェフ

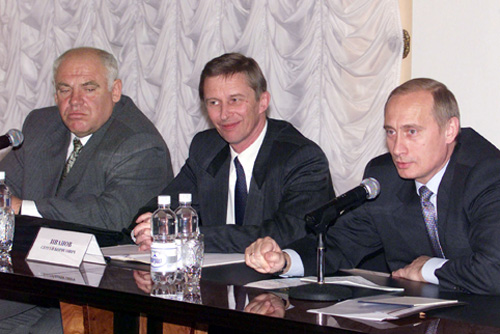
左からカザンチェフ、セルゲイ・イワノフ安全保障会議書記、ウラジーミル・プーチン大統領（2000年11月8日）

ヴィクトル・ゲルマノヴィチ・カザンツェフ（ロシア語: Ви́ктор Ге́рманович Каза́нцев、ラテン文字表記の例：Viktor Germanovich Kazantsev、1946年2月26日 - 2021年9月14日）は、ロシアの軍人、政治家。陸軍上級大将。ロシア連邦英雄。
1999年北カフカーズ統合軍集団司令官を経て、2000年5月18日から2004年3月9日まで南部連邦管区大統領全権代表。ロシア連邦政府を代表してチェチェンの反政府武装組織と和平交渉に臨んだ。2002年にモスクワで起きたチェチェン反政府勢力によるモスクワ劇場占拠事件でも人質の解放に向けて武装勢力との間の調整を担当した。
2015年からは南部軍管区における合同戦略司令部の主任検査官を務めた。2021年9月14日朝、クラスノダールにある病院で死去。75歳没。